# Pedro de Acosta

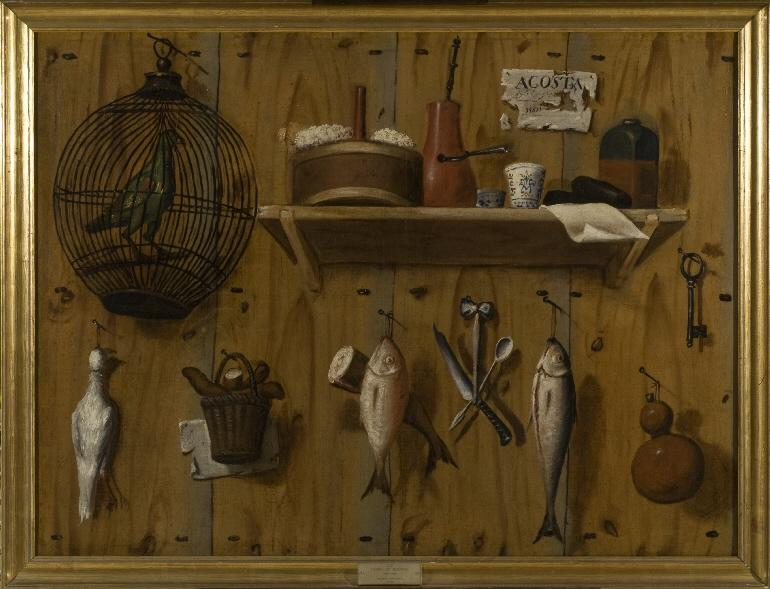
Trompe l'oeil de animales y objetos, óleo sobre lienzo (92 x 123 cm.) Madrid, Real Academia de Bellas Artes de San Fernando.

Pedro de Acosta (activo entre 1741 y 1755), pintor barroco español conocido exclusivamente por su firma en una serie de trampantojos conservados en los museos de Bellas Artes de Sevilla y de la Real Academia de Bellas Artes de San Fernando de Madrid.
Podría tratarse de un pintor sevillano o, al menos, afincado en aquella ciudad, donde el género del trampantojo, de origen flamenco, tuvo un amplio desarrollo a partir de la obra de Marcos Fernández Correa, prologándose en la primera mitad del siglo XVIII con Bernardo Lorente y Germán y otros artistas como el también desconocido Francisco Gallardo.

## Obras
- Trampantojo, firmado, Museo de Bellas Artes de Sevilla. Se trata de un característico rincón de estudio en el que sobre un fondo de tablas aparecen clavados algunos papeles, muy gastados por el uso, con grabados (el conocido Caballo de Antonio Tempesta y algún paisaje flamenco), un papel con cuentas y tanteos de dibujo y una hoja de calendario con la fecha, 1741, y la anotación «Se bende en Sevilla», que ratifica el origen sevillano de la pintura. Otro trampantojo sin firma del mismo museo se atribuye a Acosta por su evidente similitud con éste.

- Trampantojo, firmado y fechado en 1755, Real Academia de Bellas Artes de San Fernando. De formato apaisado y respondiendo a la misma tipología del rincón de estudio, mezcla papeles sujetos a la tabla con dos pistolas e instrumentos musicales colgados, y objetos propios de la pintura de bodegón, como un trozo de sandía y una granada en el interior de una alacena semiabierta. La misma mezcla de objetos se encuentra en otros dos trampantojos firmados del mismo museo, aunque sin fecha, en uno de los cuales reaparece el caballo de Tempesta y otro grabado con un perro utilizados también en el mencionado trampantojo de Sevilla, si bien en este caso la calidad es más discreta. Una dedicatoria, en una envuelta de carta, a don Agustín Sanz y Constanzo, Madrid, podría no obstante hacer dudoso su origen sevillano.